# Adencyrtus callainus
Adencyrtus callainus is een vliesvleugelig insect uit de familie Encyrtidae. De wetenschappelijke naam is voor het eerst geldig gepubliceerd in 1977 door Prinsloo.